# La Grande Beuverie

La Grande Beuverie est un roman de René Daumal publié en 1938. Dans un style à la fois comique et irréaliste, il met en scène le parcours initiatique d'un narrateur qui, après une soirée arrosée, s'aperçoit de la fragilité de la condition humaine et de la puissance trompeuse du langage. 

## Résumé
Un avant-propos commence par poser le postulat que malgré les apparences, aucune pensée claire n’est indicible. Le narrateur affirme qu’il n’y a pas à choisir entre la confusion babélienne des langues et les langues universelles pauvres d’expérience réelle ; se proposant de décrire ces deux formes d’incompréhension. 
Dans la première partie, qui s’annonce comme un « Dialogue laborieux sur la puissance des mots et la faiblesse de la pensée », des personnages boivent sans discontinuer dans un endroit enfumé, poussés par une soif inaltérable. Ils échangent des paroles nébuleuses à l’image de leur ivresse prononcée. Malgré leur nombre règne un sentiment largement partagé de solitude. Alors que Gonzague l’Araucanien a la malencontreuse idée de jouer de la guitare, Totochabo, d’abord dénommé l’homme de derrière les fagots, réussit à exploser l’instrument en prononçant quelques mots. Il tient ensuite un discours sur la force désintégrative du langage, que le narrateur n’écoute que partiellement et d’une oreille distraite. L’auditoire manifeste d’ailleurs à plusieurs reprises son ennui de l’exposé et son souhait de s’épancher dans la beuverie. Dans un demi-sommeil, le narrateur croit un moment percevoir s’entretenir Totochabo seul avec Rabelais, Jarry et Léon-Paul Fargue mais personne ne le prend au sérieux. Le narrateur, quoiqu’il réussisse à se débarrasser de ses idées noires,  pressent que la grande beuverie porte le germe d’une maladie mortelle. Le Père Pictorius, prédisant la pénurie de boissons, de vignes et de soleil, exhorte à l’exil, tandis qu’Amédé Gocourt prédit la venue de la Révolution Onirique. Sous l’effet de l’alcool, le narrateur s’écroule et s’endort. A son réveil, il regrette d’avoir manqué une occasion de penser. 
Intitulée « Les paradis artificiels », la seconde partie constitue la plus grande partie de l’ouvrage. Le narrateur est emmené à l’infirmerie, où patientent tous ceux qui ont demandé la sortie. Les malades sont soignés par l’administration progressive de boissons alcoolisées. L’infirmier décide le lui faire visiter la section des évadés, où logent les incurables qui croient avoir réussi à s’enfuir et ne boivent que du tilleul ou du jus de raisin. Après être passés par le Stade, ils arrivent devant la Jérusalem contre-céleste, capitale des Evadés supérieurs. Divisée en cercles concentriques, elle abrite les Bougeotteurs, les Fabricateurs, les Explicateurs et au centre les dieux. 
Les Bougeotteurs ne cessent d’être en mouvement, de chercher la fortune et la gloire, quand bien même leur carcasse est toujours attablée au tapis vert d’une table de jeu. Les Fabricateurs sont convaincus de vivre dans le monde des idées et s’ingénient à rendre inutiles des objets utiles, ce qu’ils appellent le triomphe de l’art. Dans chacune de leurs œuvres se cache un bout de leur viscère. Un architecte bâtit des maisons inhabitables ; des sculpteurs modèlent des productions destinées à être admirées dans des palais désaffectés et d’autres se spécialisent dans le coloriage de rectangle de toile. Les Fabricateurs d’objets inutiles regardent avec bienveillance le public mais exècrent les Fabricateurs d’objets autrement utiles que sont les artistes. Les Fabricateurs de discours inutiles se subdivisent en trois catégories : les Pwatts, qui sont des menteurs en cadence ; les Ruminssiés, des marchands de fantôme ; et les Krittikks, des ramasse-miettes. Ils sont respectivement des contrefaçons de poètes, d’écrivains et de critiques littéraires. Le narrateur rencontre Aham Egomet,  qui lui explique le schéma de La Grande Beuverie qu’il escompte écrire. 
Dans le Centre-Ville, le Professeur Mumu présente les Explicateurs. Ceux-ci se divisent entre les Scients, qui prétendent expliquer, et les Sophes, qui affirment expliquer ce que les premiers n’arrivent pas à éclaircir. Le Professeur confie un lapin teint en rouge à des Scients qui travaillent à la chaîne dans un établissement. Ils l’analysent sous tous les angles et se livrent à des expérimentations avec une grande diversité d’instruments et de méthodes. Les Épurateurs de comptes recueillent les résultats des Scients et les transforment en lois abstraites qui permettent d’énoncer des vérités et d’en tirer des conclusions sans penser davantage. Les Sophes sont des « voyageurs imaginaires en quête de leur déesse Sophie » et certains de ceux qui croient avoir réussis enseignent « l’art de la pérégrination en chambre close ». Le narrateur traverse ensuite le quartier de production d’eau bénite où sont accomplis des rites incompris et inversement expliqués des rites inappliqués. Après avoir croisé un Abyssologue, spécialiste des questions indiscrètes posées à un inconnu étendu sur un divan, le narrateur apprend comment est régulé la population des jeunes générations. La méthode la plus efficace consiste à les entraîner dans le « culte de l’idéal commun » et à leur désigner un ennemi avant de les envoyer à la guerre. 
Alors que le narrateur s’apprête à partir, l’infirmer l’invite à voir la cathédrale, environnées des effigies des dieux. Des interprètes, nommés les Archis, se chargent  de perpétuer leurs pouvoirs et reçoivent l’adoration des personnes d’en bas. Ils se vantent chacun de pratiquer l’ouroborisme à leur manière, chacun dévidant un raisonnement circulaire comme le serpent qui se mord la queue, l’ouroboros. Déçu par ces dieux qui règnent sur les humains par la crainte de l’enfer et l’espoir du paradis, le narrateur se retrouve bousculé par leur farandole et projeté dans la trappe qui mène en bas. 
Dans dernière partie, « A la lumière ordinaire du monde », le narrateur se réveille dans la pièce d’où il est parti. Les buveurs ne sont pas là et il suppose que Totochabo n’était que le fantôme de ses propres sophismes. Il se rend compte qu’il est enfermé et allume un feu dans la cheminée, sacrifiant le mobilier, les livres et ses vêtements. Il apostrophe le Soleil et l'implore jusqu’à ce qu’il se lève enfin. La maison tangue et se transforme en une machine qu’il apprend à manœuvrer. Des singes anthropomorphes lui viennent en aide. Le narrateur sort, médite sur l’unité du monde et le caractère pitoyable de la condition humaine, puis rencontre Totochabo. Ce dernier lui demande s’il s’est remis de sa beuverie avant de répondre à ses objections sur l’homme. Son malheur vient de ce qu’il se cramponne à l’état larvaire, comme une chenille, et ne se rend pas compte qu’il voit tout à l’envers.

### Éditions
- René Daumal, La Grande Beuverie, Paris, Gallimard, coll. Métamorphose, 1939, Lire en ligne
- René Daumal, La Grande Beuverie, Paris, Gallimard, coll. « L’Imaginaire », 1986, 143 p.
- René Daumal, La Grande Beuverie, Paris, Allia, 2018

### Études
- Pascal Boué, « Le narrateur et ses doubles dans La Grande Beuverie de René Daumal : ou l'impossible maîtrise de l'être », Littératures, no 18,‎ printemps 1988, p. 123-137 (lire en ligne, consulté le 10 août 2020).
- Anne-Marie Havard, « La Grande Beuverie de René Daumal, une fable mystique ? », dans Carole Auroy, Aude Préta de Beaufort et Jean-Michel WIttmann, Roman mystique, mystiques romanesques aux XXe et XXIe siècles, Paris, Garnier, 2018 (ISBN 978-2-406-06659-0, lire en ligne), p. 65-80.